# Kim So-hee (1995)
Kim So-hee (hangul: 김소희; rr: Gim So-hui; nascida em 20 de janeiro de 1995), mais frequentemente creditada na carreira musical como Sohee (hangul: 소희) é uma cantora e dançarina sul-coreana. Em 2016, ela competiu no reality show Produce 101. No mesmo ano, ela estreou como integrante do grupo projeto IBI. Meses depois, ela estreou como integrante do grupo projeto CIVA, formado pelo reality show The God of Music 2. Em abril de 2017, ela se tornou apresentadora do programa Idol Drama Operation Team. O programa convida sete integrantes de grupos femininos para criarem sua própria série e se tornarem roteiristas credenciais, além de atuar na série como versões fictícias de si mesmos. Em novembro de 2017, Sohee estreou como artista solo com o lançamento do extended play Fillette e o single SobokSobok.
Em 2019, foi anunciado que Sohee se tornaria integrante do Girl Group NATURE, e sua estreia no grupo se iniciaria com o lançamento  do 2ND mini álbum do grupo.

## Discografia

### Extended plays
| Título       | Detalhes | Melhor posição nas paradas | Vendas |
| Título       | Detalhes | KOR                        | Vendas |
| ------------ | --- | -------------------------- | ------ |
| The Fillette | - Lançamento: 8 de novembro de 2017 - Gravadora: The Music Works, Genie Music - Formatos: CD, digital download | 16                         |        |

### Singles
| Título                                           | Ano  | Melhor posição nas paradas | Vendas          | Álbum               |
| Título                                           | Ano  | KOR                        | Vendas          | Álbum               |
| ------------------------------------------------ | ---- | -------------------------- | --------------- | ------------------- |
| "Pick Me" (como parte do Produce 101)            | 2016 | 9                          | - KOR: 893,723+ | Single sem álbum    |
| "At the Same Place" (como parte do Girls on Top) | 2016 | 8                          | - KOR: 807,282+ | 35 Girls 5 Concepts |
| "Why" (como parte do C.I.V.A)                    | 2016 | 97                         | - KOR: 27,270+  | single sem álbum    |
| "Sobok Sobok" (소복소복) (feat. Yezi do Fiestar) | 2017 |                            | - KOR:          | The Fillette        |

### Colaborações
| Título                                      | Ano  | Melhor posição nas paradas | Vendas           | Álbum                      |
| Título                                      | Ano  | KOR                        | Vendas           | Álbum                      |
| ------------------------------------------- | ---- | -------------------------- | ---------------- | -------------------------- |
| "Coincidence" (with Song Yu-vin)            | 2016 | 63                         | single sem álbum | Hey Ghost, Let's Fight OST |
| "Navigation"                                | 2016 | —                          | single sem álbum | Shopaholic Louis OST       |
| "Will You Love Me" (com Gilgu Bonggu (GB9)) | 2017 | —                          | single sem álbum | Good Manager OST           |
| "Oh!My God!"                                | 2017 | —                          | single sem álbum | Reunited Worlds OST        |
| "Falling You" (com Tae-il do Block B)       | 2017 | 68                         | single sem álbum | Meloholic OST              |

## Filmografia

### Televisão
| Data | Título                      | Papel     | Emissora   | Notas                         |
| ---- | --------------------------- | --------- | ---------- | ----------------------------- |
| 2016 | Produce 101                 | ela mesma | Mnet       |                               |
| 2016 | The God of Music 2          | ela mesma | Mnet       | elenco regular                |
| 2016 | Hello I.B.I                 | ela mesma | JTBC       |                               |
| 2017 | 책대로 한다                 | ela mesma | EBS        |                               |
| 2017 | Kim Min Jung's Beauty Crush | ela mesma | MBC every1 | MC                            |
| 2017 | Produce 101 Season 2        | ela mesma | Mnet       | MC especial para o episódio 5 |
| 2017 | Idol Drama Operation Team   | ela mesma | KBS        | elenco regular                |